# Zedriv GT3
El Zedriv GT3 (en chino, 国 机智 骏 GT3) es un concepto de coche deportivo eléctrico creado por Zedriv.

## Descripción general

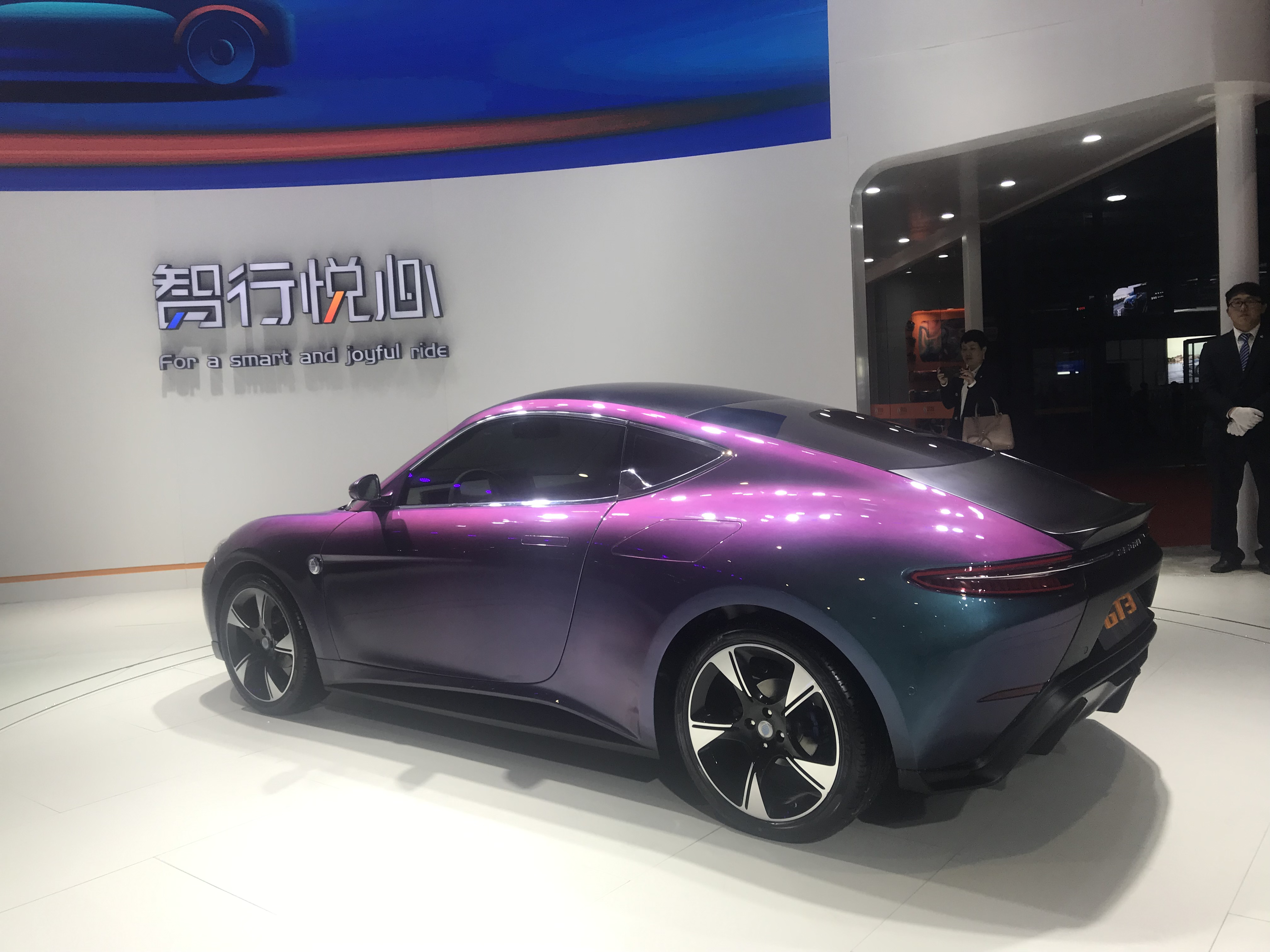

El Zedriv GT3 se mostró en el Auto Shanghai de 2019. Tiene 2 puertas y 2 asientos, y unas dimensiones de 4000 mm / 1650 mm / 1280 mm , distancia entre ejes de 2380 mm, con un peso de 1150 kg. El concepto Zedriv GT3 tiene un alcance de 260 millas, 131 caballos de fuerza y 129 lb-pie (175 Nm) de torque, y una batería de 33,9 kWh. Zedriv afirma un tiempo de aceleración de 0-62 mph (100 km / h) de 7,6 segundos y una velocidad máxima de 99 mph (160 km / h). El diseño del Zedriv GT3 EV fue criticado por parecerse al Porsche 911.